# SHORT CIRCUIT III
『SHORT CIRCUIT III』（ショート・サーキット・スリー）はI'veの3枚目のコンセプト・アルバム。2010年6月25日にファクトリーレコーズから発売された。イラストは七海綾音。SHORT CIRCUITの第3弾となる。

## 概要・来歴
キャッチコピーは「電波（デジ）革命戦士　みたび参上!!!」。SHORT CIRCUITシリーズとしては前作以来3年ぶりのリリースとなる。今回も販売ルートが「CD流通ルート」ではなく「PC流通ルート」での販売になったので、全国のパソコンソフト販売店での発売。ただし、一部音楽CD販売店舗でも手に入る。KOTOKO・詩月カオリの楽曲は勿論、桐島愛里・朝見凛・舞崎なみによる新ユニットLarval Stage Planningの楽曲とKOTOKO to 詩月カオリの楽曲が新曲として収録されており、どちらも作詞はKOTOKOが担当している。
- 2010年5月27日 - 全国のパソコンソフト販売店舗で「SHORT CIRCUIT III」の予約が開始。同時に特設サイト開設。
- 2010年5月30日 - 新曲を除いた全ての楽曲の視聴開始。
- 2010年5月31日 - イベントチケット抽選会開催を発表。
- 2010年6月1日 - SHORT CIRCUIT III Premium Show 先行予約チケット申込み開始。
- 2010年6月17日 - ラッピングバスのTwitter開始。
- 2010年6月25日 - 「SHORT CIRCUIT III」発売。
- 2010年7月18日 - 東京・SHIBUYA-AXにて「SHORT CIRCUIT III Premium Show IN TOKYO〜前夜祭〜」開催。
- 2010年7月19日 - 同じく東京・SHIBUYA-AXにて「SHORT CIRCUIT III Premium Show IN TOKYO　2010」開催。
- 2010年7月23日 - 大阪・BIG CATにて「SHORT CIRCUIT III Premium Show IN OSAKA　2010」開催。

## 収録曲

### CD TRACK
1. blossomdays／KOTOKO
作詞：松島詩史、作曲・編曲：C.G mix
2. らずべりー／KOTOKO
作詞：KOTOKO、作曲・編曲：C.G mix
3. Crash Course〜恋の特別レッスン〜／KOTOKO to 詩月カオリ
作詞：KOTOKO、作曲・編曲：C.G mix
4. Love is money?!／詩月カオリ
作詞：KOTOKO、作曲・編曲：井内舞子
5. I need magic〜解けないマジ☆キュン♪〜／KOTOKO
作詞：KOTOKO、作曲・編曲：C.G mix
6. お*ま*ま*ご*と／KOTOKO
作詞・作曲：KOTOKO、編曲：C.G mix
7. Stars Biscuit／KOTOKO
作詞：KOTOKO、作曲・編曲：井内舞子
8. Swift Love〜健全男子にモノ申す〜／KOTOKO
作詞：KOTOKO、作曲・編曲：井内舞子
9. ジェットスマッシュ!／詩月カオリ
作詞：KOTOKO、作曲・編曲：C.G mix
10. Lilies line／KOTOKO
作詞：KOTOKO、作曲・編曲：C.G mix
11. ユメミボシ★boom! boom!／KOTOKO
作詞：KOTOKO、作曲：中沢伴行、編曲：中沢伴行・尾崎武士
12. 常識! バトラー行進曲／KOTOKO
作詞：KOTOKO、作曲・編曲：井内舞子
13. Send-off〜涙色のスタートライン〜／Larval Stage Planning
作詞：KOTOKO、作曲：高瀬一矢、編曲：C.G mix
14. ☆星空 Interceptor☆／KOTOKO to 詩月カオリ
作詞：KOTOKO、作曲・編曲：高瀬一矢

## タイアップ
| 曲名                                 | タイアップ                                                                                      |
| ------------------------------------ | ----------------------------------------------------------------------------------------------- |
| blossomdays                          | PCゲーム『ハチミツ乙女blossomdays』主題歌                                                       |
| らずべりー                           | PCゲーム『らずべりー』オープニングテーマ                                                        |
| Crash Course〜恋の特別レッスン〜     | PCゲーム『メアメアメア』主題歌                                                                  |
| Love is money!?                      | PCゲーム『借金姉妹2』主題歌                                                                     |
| I need magic〜解けないマジ☆キュン♪〜 | PCゲーム『カラフルウィッシュ 〜12コのマジ★キュン!〜』主題歌                                     |
| お*ま*ま*ご*と                       | PCゲーム『お保母ごと 〜ひみつのおゆうぎ、ママにはないしょ〜』主題歌                             |
| Stars Biscuit                        | PCゲーム『ふりフリ 〜ふつうのまいにちにわりこんできた、ふしぎなリンジンたちのおはなし〜』主題歌 |
| Swift Love〜健全男子にモノ申す〜     | PCゲーム『つよきす2学期』オープニングテーマ                                                     |
| ジェットスマッシュ!                  | PCゲーム『えろすまっしゅ!』主題歌                                                               |
| Lilies line                          | PCゲーム『チアフル!』オープニングテーマ                                                         |
| ユメミボシ★boom! boom!               | PCゲーム『ティンクル☆くるせいだーす』主題歌                                                     |
| 常識! バトラー行進曲                 | PS2ゲーム『君が主で執事が俺で』オープニングテーマ                                               |